# Sankt Olofs kyrka, Täby
Sankt Olofs kyrka är en kyrkobyggnad som tillhör Täby församling i Stockholms stift. Kyrkan ligger i Viggbyholm i Täby kommun.

## Kyrkobyggnaden
Kyrkan uppfördes redan 1929 som Kristinebergs kapell i S:t Görans församling. Kapellet blev sedan stomme till Sankt Olofs kyrka som ritades av arkitekt Evert Milles. Kyrkan flyttades och byggdes upp igen 1941. 16 november 1941 invigdes kyrkan av ärkebiskop Erling Eidem. Byggnaden har kyrkorum med sakristia på övre våningen och församlingsvåning på bottenvåningen.
Klockstapeln flyttades 1973 till kyrkplatsen från Grindtorpskyrkan.

## Inventarier
- Altartavlan är målad av professor Einar Forseth och har motivet den uppståndne Kristus framför graven.
- En ljuskrona av malm samt två lampetter fanns tidigare i Kristinebergs kapell.
- Två glasmosaiker är utförda i Italien på 1790-talet och har motiven Marie bebådelse respektive Jesu födelse. Mosaikerna hänger mitt emot varandra på långhusväggen.
- Två ljusarmar i driven mässing är tillverkade på 1700-talet och är gåvor från Näsby slott. De finns på vardera sidan om altaret.
- Nuvarande altare med knäfall, predikstol samt kyrkbänkar är tillverkade efter ritningar från 1991 av arkitekt Lars Wilson och levererade 2003 från Färnqvists i Sala.

## Orgel
- 1945 byggde Åkerman & Lund, Sundbybergs stad en orgel med 12 stämmor, två manualer och pedal. Orgeln var en så kallad Cecilia-orgel.
- Den nuvarande orgeln byggdes 1971 av Walter Thür Orgelbyggen AB, Torshälla och är en mekanisk orgel.

| Manual             | Pedal      | Koppel  |
| Gedackt 8' B/D     | Subbas 16´ | Man/Ped |
| Principal 4' B/D   |            |         |
| Koppelflöjt 4' B/D |            |         |
| Waldflöjt 2' B/D   |            |         |
| Scharf 2 chor B/D  |            |         |
| Crescendosvällare  |            |         |

- Allen Organ Company, USA, 2004.

## Galleri

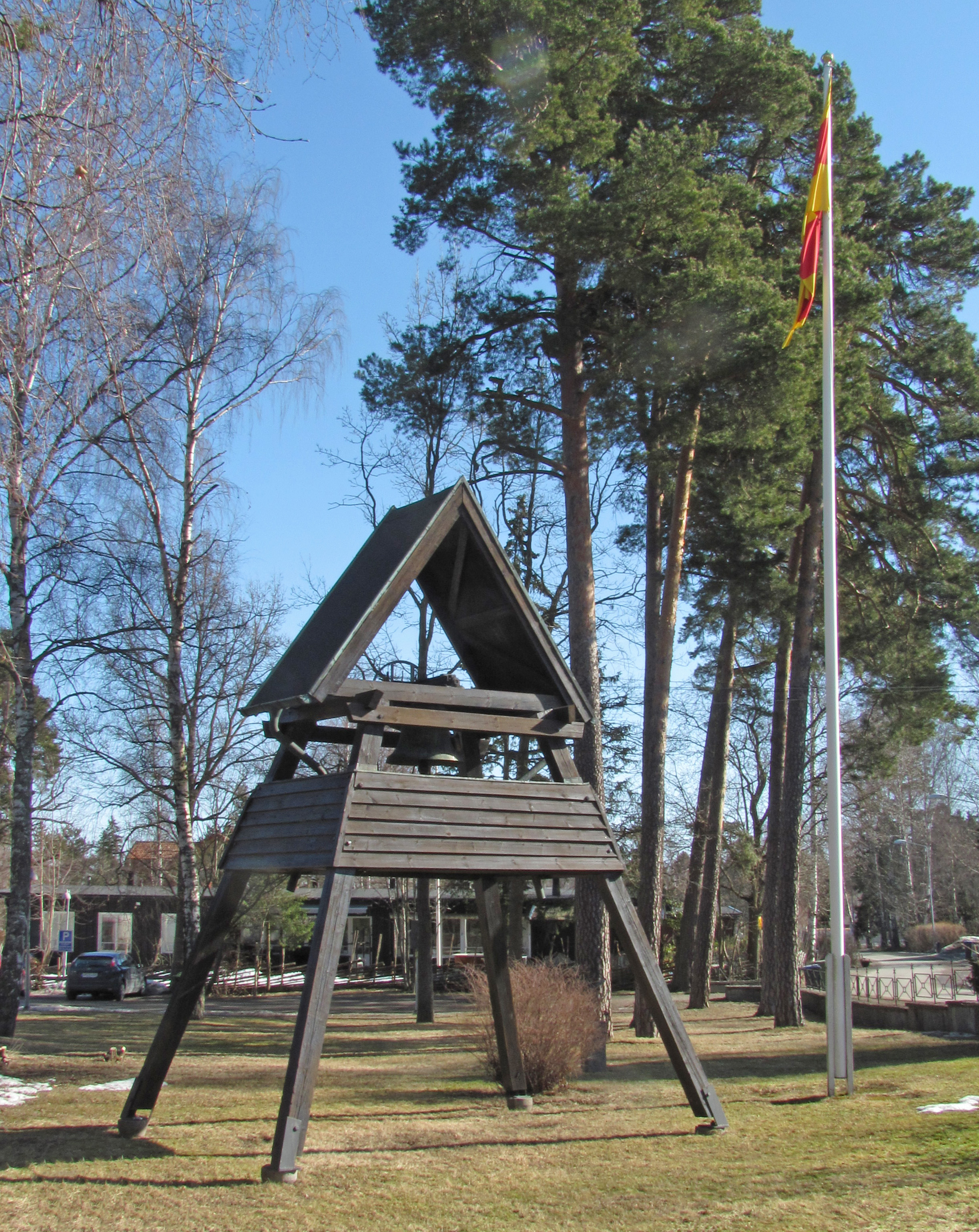
Klockstapeln
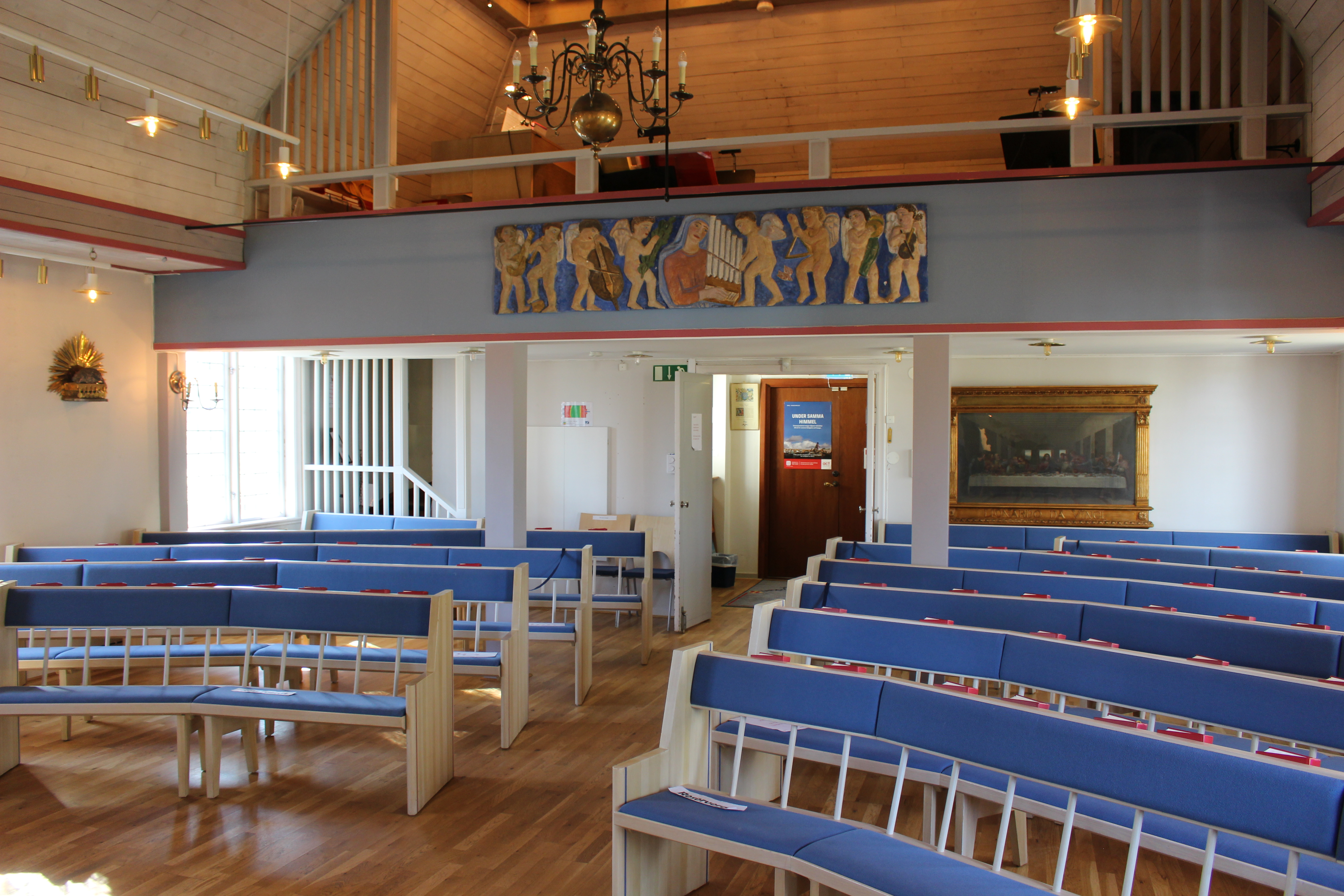
Kyrkorum mot ingången
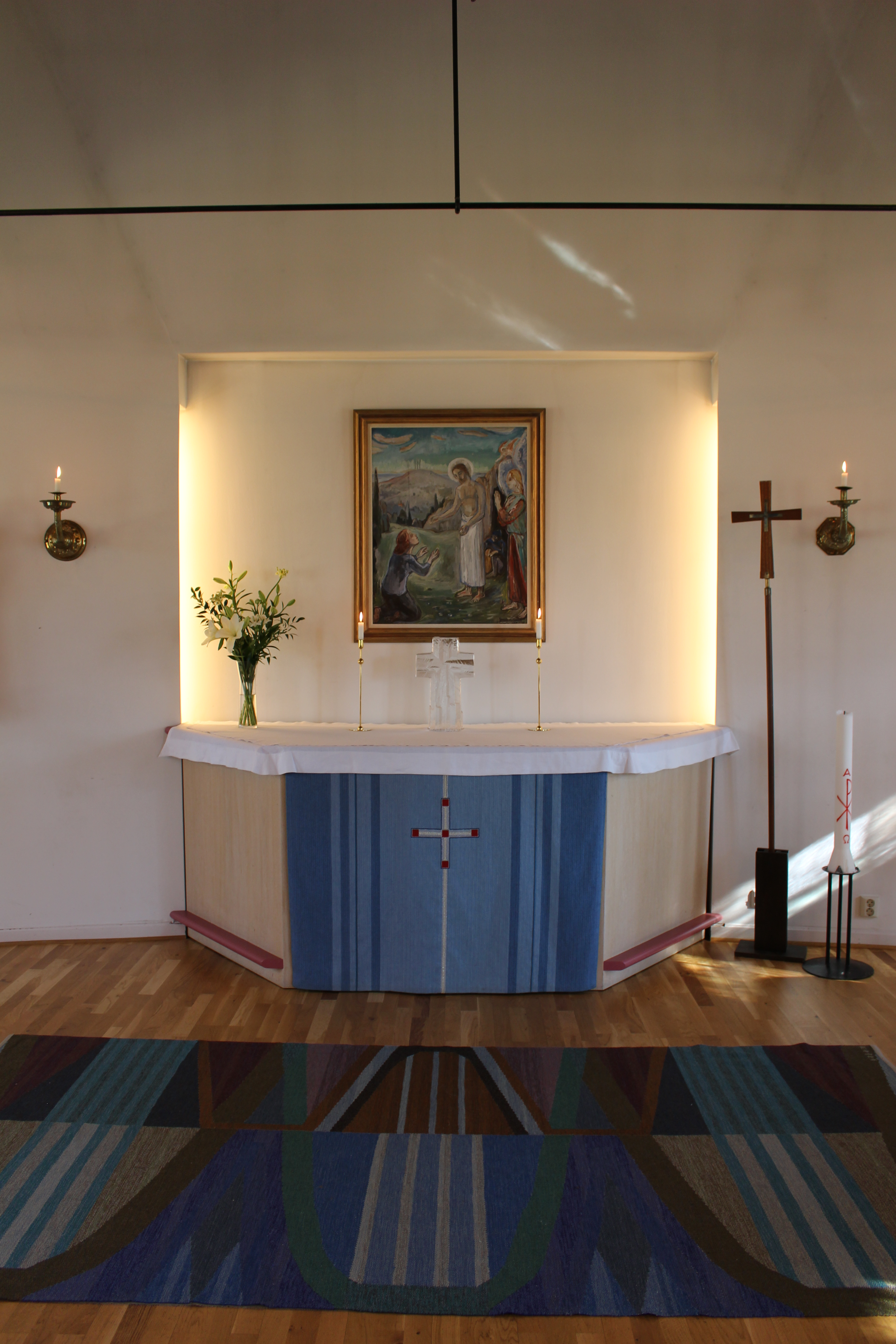
Kor med altare
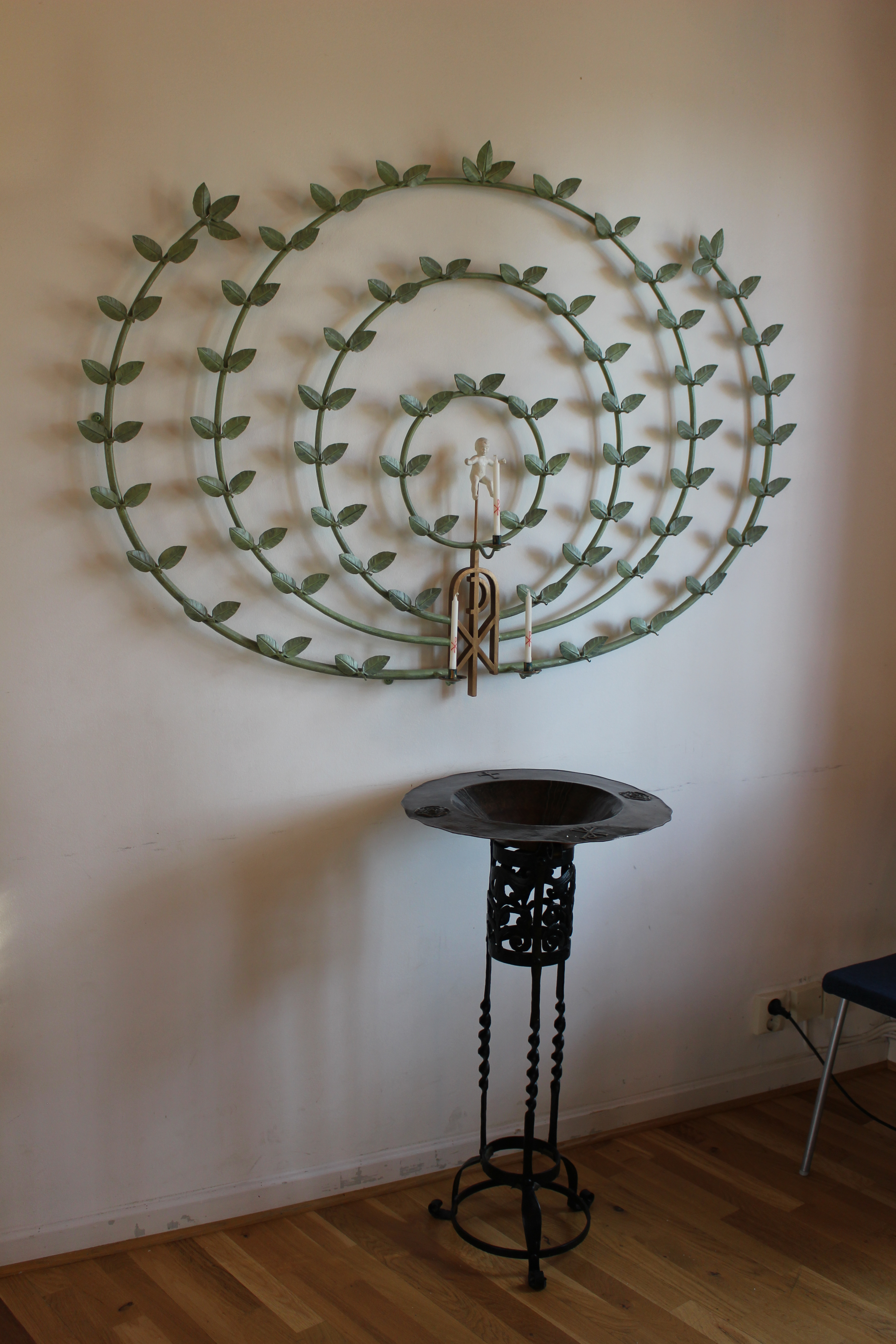
Dopplats
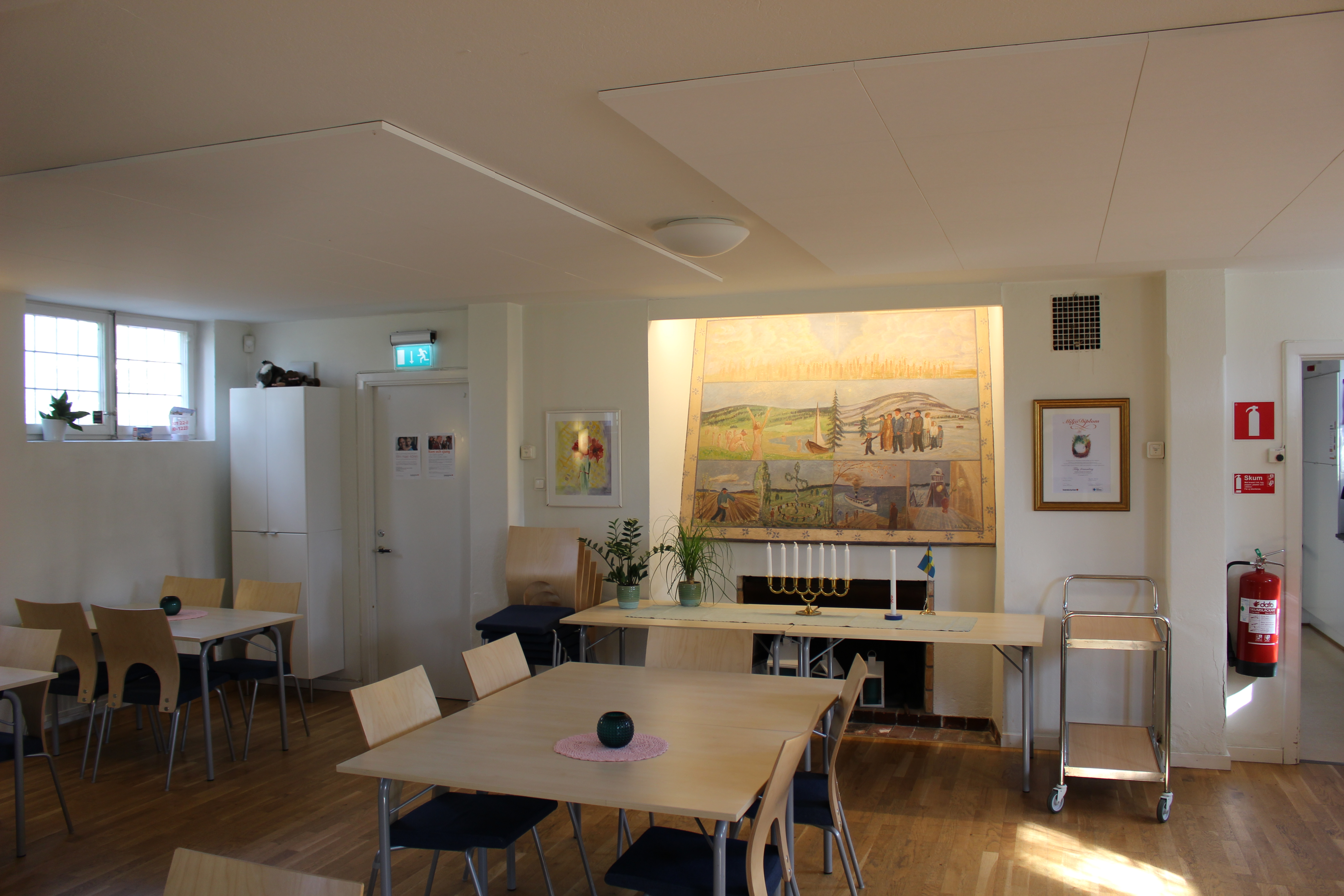
Bottenvåningen

### Webbkällor
- Täby församling